# Pane al limone con semi di papavero
Pane al limone con semi di papavero (Pan de limón con semillas de amapola) è un film spagnolo del 2021 scritto e diretto da Benito Zambrano, e basato sull'omonimo romanzo di Cristina Campos, co-autrice della sceneggiatura.

## Trama
A Valldemossa, una piccola città nell'isola di Maiorca, Anna e Marina, due sorelle che sono state separate nella loro adolescenza, si incontrano di nuovo per vendere una panetteria che hanno ereditato da una donna misteriosa che pensano di non conoscere. Sono due donne con vite molto diverse: Anna ha appena lasciato l'isola ed è ancora sposata con un uomo che non ama più, mentre Marina gira il mondo lavorando come medico per una ONG.

## Distribuzione
In Italia il film è arrivato direttamente in prima visione e in prima serata su Canale 5 domenica 10 luglio 2022.

## Riconoscimenti
- 2022 – Premio Goya[3]
  - Candidatura per la miglior sceneggiature non originale a Benito Zambrano e Cristina Campos